# Dicranomyia (Dicranomyia) kowinka
Dicranomyia (Dicranomyia) kowinka is een tweevleugelige uit de familie steltmuggen (Limoniidae). De soort komt voor in het Australaziatisch gebied.